# Општина Подениј Ној (Прахова)
Подениј Ној (рум. Podenii Noi) општина је у Румунији у округу Прахова.
Oпштина се налази на надморској висини од 198 m.